# Senate of Fiji
Der Senate of Fiji war das Oberhaus des Parlaments in Fidschi. Er wurde 2013 nach einer Reihe von Militärputschen durch die neue Verfassung aufgehoben. Der Senat war die weniger einflussreiche der beiden Kammern des Parlaments; er konnte keine Gesetzesvorlagen initiieren, konnte jedoch Änderung oder Vetos einbringen. Die Einflussnahme des Senats auf Finanzgesetze war sogar noch stärker beschränkt: der Senat konnte die Haushalte mit einem Veto stoppen, aber keine Verbesserungen einbringen. Das House of Representatives konnte die Vetos des Senats aushebeln, indem ein Gesetz in der folgenden parlamentarischen Periode, nach einer Mindestruhezeit von 6 Monaten, ein zweites Mal eingebracht wurde.
Ergänzungen zur Verfassung von 1997 waren ausgenommen: das Veto des Senats war in dieser Hinsicht absolut. Nach der Verabschiedung eines Gesetzes durch das House of Representatives, hatte der Senat 21 Tage (bzw. 7 Tage bei „dringend“ – „urgent“ – klassifizierten Gesetzen) um die Gesetze zu bestätigen, zu ergänzen oder abzulehnen. Wenn der Senat nach dieser Periode noch keine Entscheidung gefällt hatte, galt das Gesetz als bestätigt.

## Zusammensetzung
Der Senat hatte 32 Mitglieder. Formell wurden die Mitglieder vom Präsidenten ernannt. Die Amtszeit erstreckte sich über fünf Jahre und fiel mit der Legislaturperiode des Repräsentantenhauses zusammen. Nach der Verfassung war der Präsident jedoch dazu verpflichtet die Kandidaten zu akzeptieren, die von bestimmten Institutionen vorgeschlagen wurden. 14 Senatoren wurden vom Bose Levu Vakaturaga (Great Council of Chiefs) benannt, wobei gewöhnlich jedes von Fidschis 14 Provincial Councils einen Senator benannte. Weitere 9 Senatoren wurden vom Premierminister benannt und 8 vom Leader of the Opposition. Der letzte Sitz eines Senators wurde vom Council of Rotuma bestimmt, einer Dependenz von Fidschi.
Aus ihren Mitgliedern wählten die Senatoren einen Senatspräsident und einen Vice-President, deren Rolle vergleichbar mit den Rollen des Speaker und Deputy Speaker im Repräsentantenhaus war. Im September 2006 war der Präsident des Senats Ratu Kinijoji Maivalili; der Vice-President Hafiz Khan. Sie ersetzten im Juni 2006 Taito Waqavakatoga und Kenneth Low, die aus dem Senat ausschieden.
Die eingebaute Beinahe-Mehrheit der Häuptlinge im Senat gab ihnen ein wirksames Veto gegen strittige Sozialgesetzgebungen, sowie Verfassungsänderungen, vorausgesetzt, sie stimmten als Block ab, da ihnen jeweils genügend andere Senatoren beitraten um eine Mehrheit aufzubringen. Darüber hinaus mussten alle Änderungen an Klauseln der Verfassung, die den indigenen fidschianischen Besitz und die Kontrolle über den größten Teil des Landes garantierten, von 9 der 14 vom Great Council of Chiefs gewählten Senatoren, sowie von einer Mehrheit im Senat insgesamt genehmigt werden.
Senatoren, wie auch ihre Parlamentarier-Kollegen im Repräsentantenhaus, konnten in das Kabinett, die Exekutive gewählt werden.

## Geschichte
Der fidschianische Senat entstand 1972, als der alte Einkammer–Legislativrat durch das Zweikammersystem ersetzt wurde. Der Senat wurde nach Inkrafttreten der ursprünglichen Verfassungs zweimal umstrukturiert.
Von 1972 bis 1987 bestand der Senat aus 22 Mitgliedern. Senatoren wurden vom Generalgouverneur auf Benennung des Great Council of Chiefs (Bose Levu Vakaturaga – 8), des Premierministers (7), des Oppositionsführers (6) und des Council of Rotuma (1) ernannt und hatten eine Amtszeit von sechs Jahren, wobei die Hälfte alle drei Jahre ausgewechselt wurde. Die erste Amtszeit der Hälfte der Nominierten des Great Council of Chiefs und des Oppositionsführers, drei der sieben Nominierten des Premierministers und des einzigen Senators von Rotuma dauerte nur drei Jahre und endete 1975. Der Senat war ein ständiges Gremium; es wurde nie aufgelöst.
Die Verfassung wurde nach zwei Militärputschen im Jahr 1987 neu geschrieben. Der Senat wurde auf 34 Mitglieder erweitert, die vom Präsidenten für vier Jahre ernannt wurden, wobei wiederum die Hälfte alle zwei Jahre ausgewechselt wurde. Der Präsident ernannte 24 Senatoren auf Benennung des Great Council of Chiefs, einen auf Benennung des Council of Rotuma und weitere 9 nach eigenem Ermessen von den indo-fidschianischen und Minderheitengemeinschaften (General Electors). Diese Zusammensetzung wurde von 1992 bis 1999 beibehalten. Die erste Amtszeit von 12 der 24 Senatoren, die vom Great Council of Chiefs ernannt wurden, und von vier der neun, die ernannt wurden, um andere Gemeinschaften zu vertreten, dauerte nur zwei Jahre und endete 1994. Wie zuvor wurde dieser Senat nie aufgelöst.
Die Verfassungsbestimmungen traten 1997–1998 in Kraft, und der erste so ernannte Senat trat 1999 sein Amt an. Zum ersten Mal dienten alle Senatoren gleichzeitig für fünf Jahre, was mit der Amtszeit des Repräsentantenhauses zusammenfiel.

## Senatsmitglieder
Am 28. September 2006 bestand der Senat aus den folgenden Personen:

### Benannt vom Bose Levu Vakaturaga
| .                             | Senator                | Provinz   |
|                               | Ratu Solomone Bauserau | Naitasiri |
| Isaia Gonewai                 | Nadroga-Navosa         |           |
| Atunaisa Kaloumairai          | Lomaiviti              |           |
| Ratu Aisea Katonivere         | Macuata                |           |
| Atonio Leawere                | Serua                  |           |
| Ratu Kinijoji R. Maivalili    | Cakaudrove             |           |
| Adi Laufitu Malani            | Ra                     |           |
| Adi Koila Mara Nailatikau     | Lau                    |           |
| Eminoni Ranacovu              | Tailevu                |           |
| Ratu Manoa Rasigatale         | Rewa                   |           |
| Asesela Sadole                | Ba                     |           |
| Matareti Sarasau              | Kadavu                 |           |
| Ratu Kiniviliame Taukeinikoro | Namosi                 |           |
| Ratu Kinijioji Vakawaletabua  | Bua                    |           |

### Benannt vom Premierminister
| Tupeni Baba                   |
| Qoriniasi Bale                |
| Ratu Jone Bouwalu             |
| Adi Samanunu Cakobau-Talakuli |
| Hafiz Khan                    |
| Dixon Seeto                   |
| Kaliopate Tavola              |
| Ratu Jekesoni Yavalanavanua   |
| Adi Lagamu Vuiyasawa          |

### Benannt vom Leader of the Opposition
|                      | Gaffar Ahmed |
| Jokapeci Talei Koroi |              |
| Vijay Nair           |              |
| Lavenia Padarath     |              |
| Bijai Prasad         |              |
| Tom Rickets          |              |
| Sachida Nand Sharma  |              |
| Chandra Singh        |              |

### Benannt vom Council of Rotuma
| John Fatiaki |

## Quelle
- Verfassung von 1997. wipo.int.